# Serviços de Transportes Marítimos in Portugiesisch-Timor

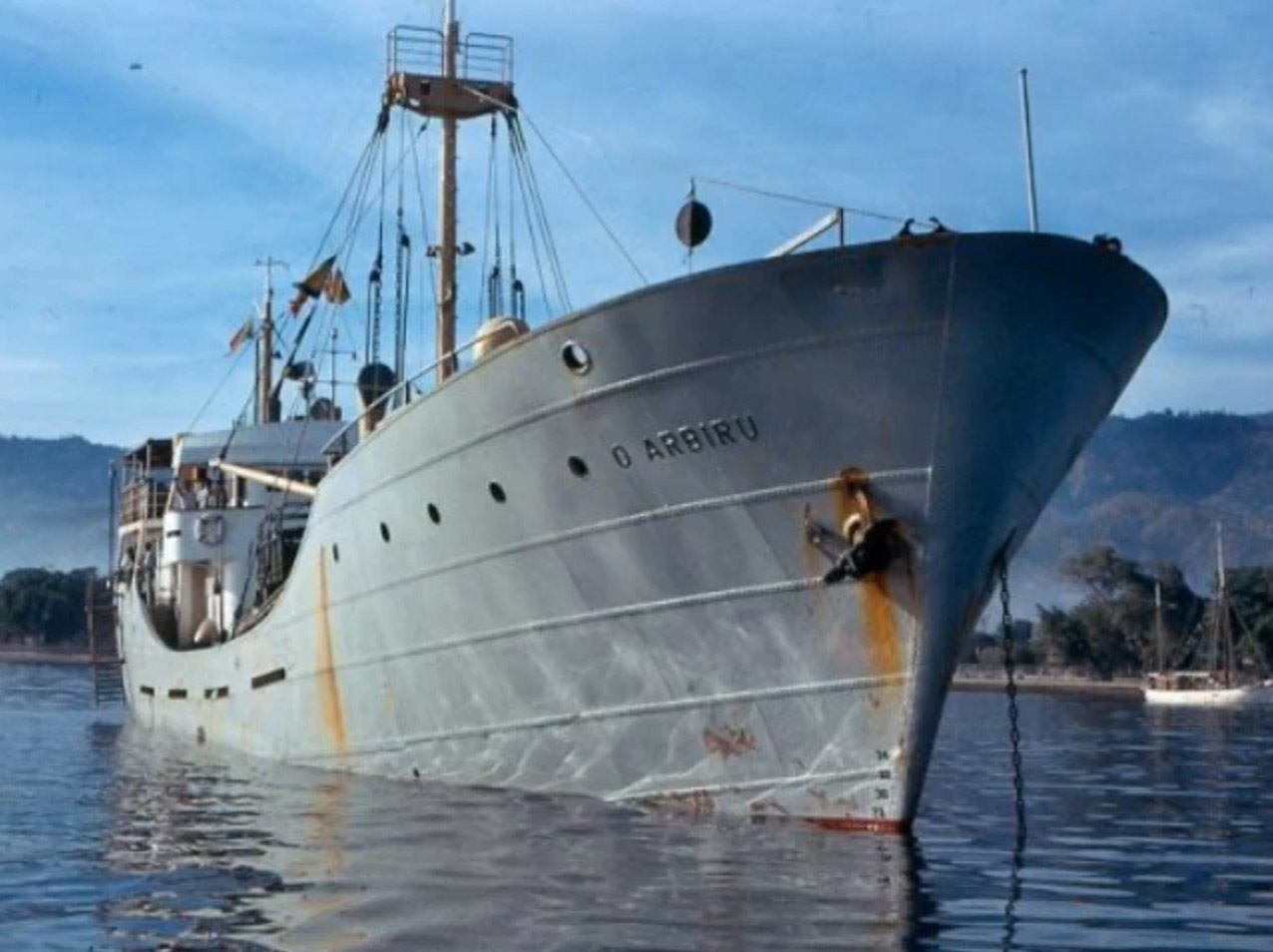
Die O Arbiru, das größte Schiff des STM in Portugiesisch-Timor

Der Serviços de Transportes Marítimos (deutsch Seetransportdienst, STM) in Portugiesisch-Timor war in der Kolonie Portugiesisch-Timor für den zivilen Seetransport zuständig. Er bestand von 1963 bis zum Zusammenbruch der portugiesischen Herrschaft 1975. Der STM war der Kolonialregierung in Dili unterstellt. Chef der Dienststelle des STM vor Ort war zuletzt ab Oktober 1973 der lokale Marinekommandant Kapitänleutnant José Luís Leiria Pinto. Offizieller Reeder war das portugiesische Überseeministerium (Ministério do Ultramar).

## Übersicht

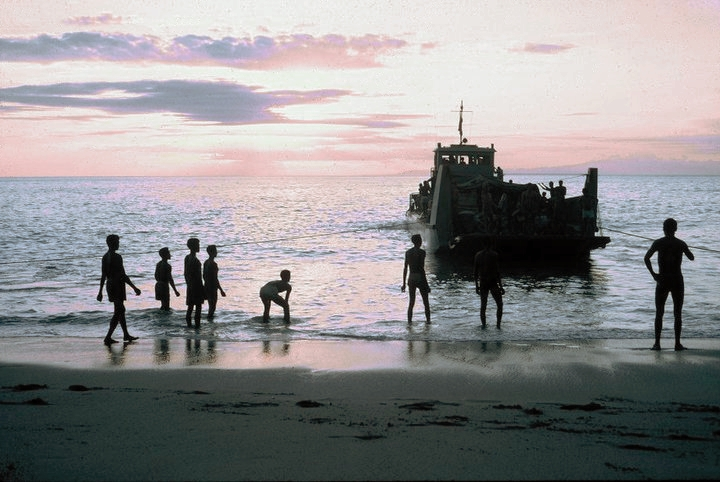
Die Loes in Atabae (1970)

Mit dem Dekret 45083 des Überseeministeriums Portugals von 1963 wurde der STM in Portugiesisch-Timor eingerichtet. Man genehmigte der Regierung der Überseeprovinz die Übernahme des Frachters O Arbiru sowie der Boote Laga und Laleia (es ist nicht klar, ob es sich um die Boote handelt, die erst 1975 aus Macau überführt wurden), die sich bisher in Marinediensten befanden. Ausgaben für Personal, Material, Zahlung für Dienstleistungen und verschiedene Gebühren waren aus einem eigenen Budget zu entnehmen. Von den Einnahmen des STM sollten 15 % in einen Reservefonds für Reparaturen fließen, 30 % dienten zum Ankauf weiterer Schiffe und Boote und der Rest war für die Staatskasse vorgesehen.
Verwaltet wurde der STM von einer Kommission aus dem Hafenkapitän, dem Vorsitzenden, einem Vertreter des Gouverneurs und einem Vertreter der Handelskammer Associação Comercial, Agrícola e Industrial de Timor (ACAIT).
Der Frachter O Arbiru war sowohl für den Personen- und Warentransport zwischen den Küstenorten Portugiesisch-Timors, als auch für die Verbindung mit den Nachbarländern zuständig, so zum Beispiel nach Singapur, wo fast die gesamten europäischen Waren für Portugiesisch-Timor umgeschlagen wurden. Das Schiff wurde 1963 in Dienst gestellt, ging aber 1973 auf einer Fahrt nach Bangkok in der Floressee unter. Offiziere und Unteroffiziere waren Mitglieder der portugiesischen Marine, die Besatzung Zivilisten.

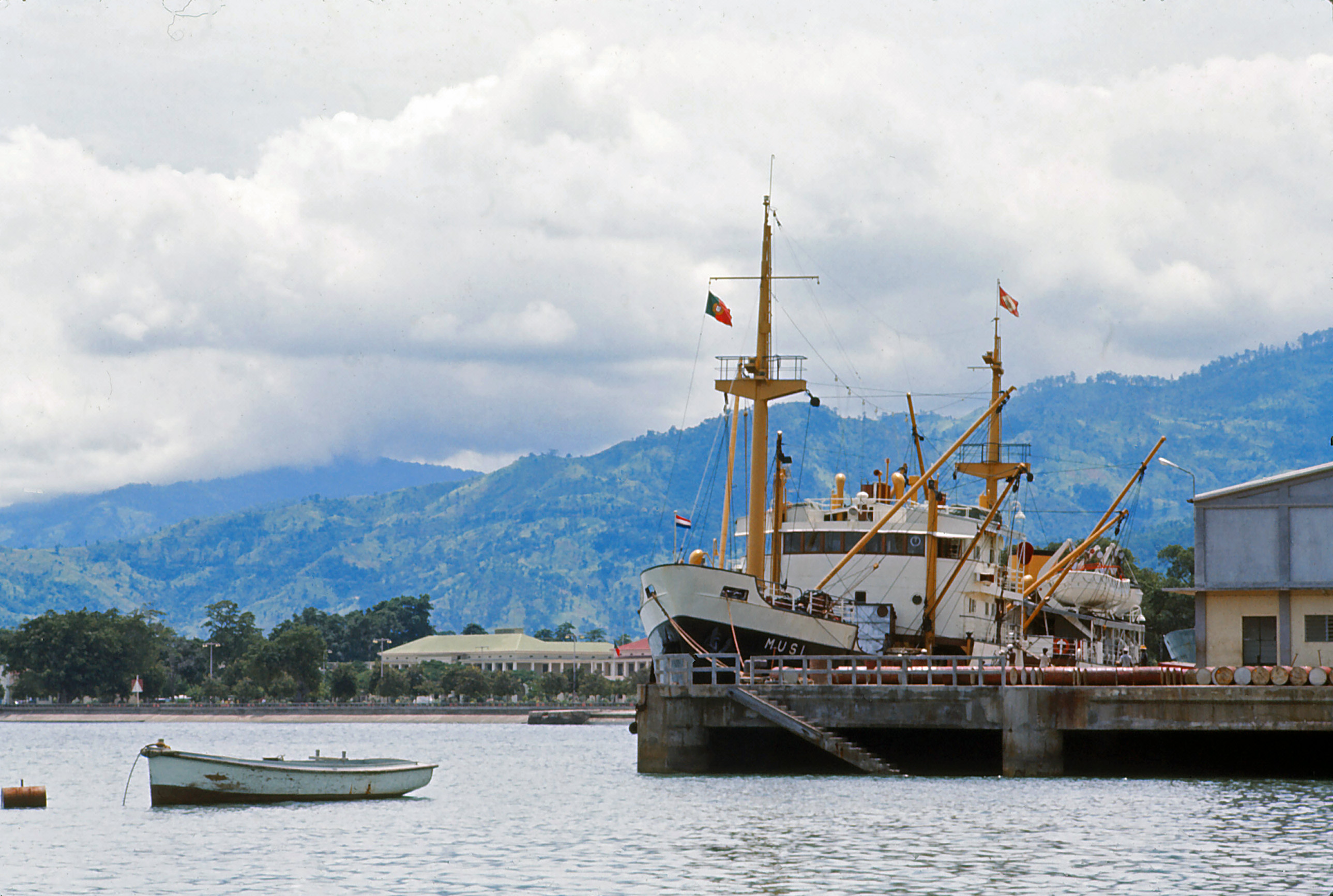
Die Musi in Dili

Nach dem Verlust der O Arbiru wurde die Verbindung nach Singapur nur noch von dem ehemaligen KPM-Schiff Musi monatlich übernommen, das einer singapurischen Firma gehörte und eine Kapazität von 1000 BRT hatte. Alle drei Monate fuhr die private Broriver die Route Dili–Australien und die MacDili der Macao Society for Tourism and Entertainment (STDM) sollte ab 1975 regelmäßig von Macau nach Dili fahren.

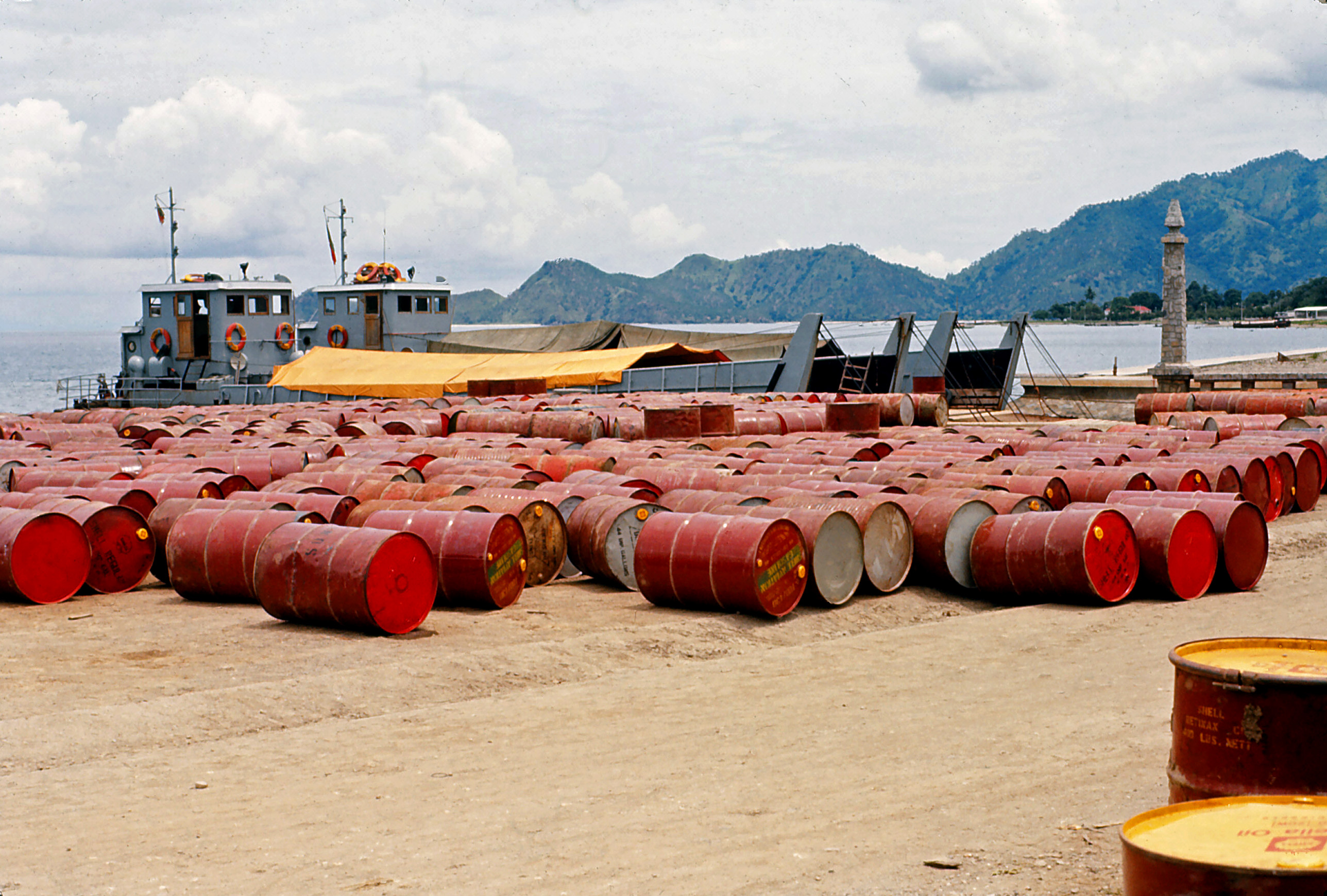
Die Landungsboote in Dili

Die Loes war ein Landungsboot mit 50 BRT, das Menschen und Lasten zwischen den Küstenorten der Kolonie transportierte. Der Frachtkahn Comoro brachte Touristen von Dili auf die der Stadt vorgelagerte Insel Atauro und zurück.
Der Schlepper Lifau wurde im März 1974 angeschafft. Er war 30 Meter lang und hatte eine Kapazität von 150 BRT.
Im April 1975 wurde die Lifau nach Macau geschickt, um das neue große Landungsboot Laleia abzuholen. Am 27. Juli verließen Lifau und Laleia den Hafen von Macau. Im Laderaum der Laleia wurde das kleine Landungsboot Laga transportiert. Dieses sollte für den Lotsendienst verwendet werden. Am 6. August 1975 erreichte man den Hafen von Dili. Die Kolonie befand sich zu diesem Zeitpunkt bereits in Vorbereitung, in die Unabhängigkeit entlassen zu werden.
Neben den genannten Booten stand der Kolonialregierung noch das Dienstboot Tibar zur Verfügung, die ehemalige  NRP Albufeira (P1157). Das Boot war von der Marine 1973 dem Comando da Defesa Marítima de Timor überstellt worden.
Am 11. August 1975 versuchte die União Democrática Timorense (UDT) mit einem Putsch die Macht in der Kolonie an sich zu reißen. Es kam zu Straßenkämpfen mit der konkurrierenden FRETILIN, so dass Gouverneur Mário Lemos Pires sich entschied, in der Nacht vom 26. auf den 27. August 1975 die portugiesische Administration und ihre Familien zu evakuieren und das Militär abzuziehen. 500 Zivilisten wurden mit dem zivilen Frachter MacDili in das australische Darwin geschickt, während mit den Booten des STM Administration und Militär nach Atauro gebracht wurden. Gouverneur Pires befand sich an Bord der Loes, die von der MacDili aus dem Hafen gezogen wurde, weil das Landungsboot zu diesem Zeitpunkt nicht funktionstüchtig war. Es hatte zur Reparatur im Hafen gelegen. Die Loes, zuletzt unter dem Kommando von Frederico Almeida Santos da Costa, wurde später am Strand Atauros aufgegeben.
Am 11. Oktober 1975 verließ die MacDili Atauro in Richtung Macau, mit der Lifau und der Tibar im Schlepp. Gouverneur Pires verließ mit seinen Männern Atauro an Bord der Korvetten João Roby und Afonso Cerqueira am 8. Dezember 1975, womit die Herrschaft der Portugiesen in der Kolonie endgültig endete.

## Flotte
| Name     | Namensbedeutung           | Schiffstyp                    | Bemerkungen                                                     |
| -------- | ------------------------- | ----------------------------- | --------------------------------------------------------------- |
| O Arbiru | tetum Die Unbesiegbare    | Frachter, 486 BRT, 50 m lang  | Indienststellung 1963; 1973 untergegangen                       |
| Comoro   | nach dem Fluss Rio Comoro | Frachtkahn                    |                                                                 |
| Laga     | nach dem Ort Laga         | kleines Landungsboot          | 1975 aus Macau überführt                                        |
| Laleia   | nach dem Ort Laleia       | Landungsboot                  | 1975 aus Macau überführt                                        |
| Lifau    | nach dem Ort Lifau        | Schlepper, 150 BRT, 30 m lang | Angeschafft im März 1974; im Oktober 1975 nach Macau geschleppt |
| Loes     | nach dem Fluss Lóis       | Landungsboot, 50 BRT          | 1975 am Strand der Insel Atauro aufgegeben                      |